# Muhja bint at-Tayyaní
Muhja bint at-Tayyaní —en àrab مهجة بنت التياني, Muhja bint at-Tayyānī— (Còrdova, segle XI) va ser una poeta andalusina de la qual a penes no es tenen dades de la seva biografia. Filla d'un venedor de figues, va conèixer la princesa Wal·lada, que la va acollir a la seva casa i la va educar. Es va convertir en poeta, professió que gaudia d'un gran reconeixement en la societat andalusina. Per algun motiu desconegut, Muhya va dedicar a la seva mestra ferotges sàtires:
Wal·lada ha parit i no té marit;
s'ha revelat el secret;
s'assembla a Maria,
però la palmera que ella sacseja és un penis 
erecte.
Allunya de l'aiguada dels seus llavis
a quants la desitgen,
igual que la frontera es defensa de quants l'assetgen,
a una la defensen els sabres i les llances,
i a aquells els protegeix la màgia dels seus ulls.